# Garret Wesley
Garret Colley Wesley, 1er comte de Mornington (19 juillet 1735 - 22 mai 1781) est un homme politique et compositeur anglo-irlandais, plus connu aujourd'hui pour être le père de plusieurs chefs militaires et hommes politiques britanniques. 

## Biographie
Il est né dans le domaine familial de Dangan, près de Summerhill, un village situé près de Trim, dans le comté de Meath, en Irlande, de Richard Wesley (1er baron Mornington) et d'Elizabeth Sale. Il fait ses études au Trinity College, à Dublin, et est élu son premier professeur de musique en 1764. Dès sa plus tendre enfance, il montre un talent extraordinaire au violon et commence bientôt à composer ses propres œuvres. En tant que compositeur, il est principalement connu pour des chansons comme Here in cool gro (paroles de William Shenstone) et pour un double chant anglican. Seul le futur duc de Wellington, parmi ses enfants, hérite de son talent musical. 
Il représente Trim à la Chambre des communes irlandaise de 1757 à 1758, date à laquelle il succède à son père en tant que 2e baron Mornington. En 1759, il est nommé Custos Rotulorum de Meath et en 1760, en reconnaissance de ses réalisations musicales et philanthropiques, il est créé vicomte Wellesley, du château de Dangan dans le comté de Meath et comte de Mornington. Il est élu grand maître de la Grande Loge d'Irlande en 1776, poste qu'il occupe jusqu'à l'année suivante . Comme son père, il est insouciant avec l'argent et sa mort prématurée laisse la famille dans l'embarras financier, aboutissant finalement à la décision de vendre tous leurs domaines irlandais . 
Quatre rues de Camden Town, qui faisaient partie du domaine de son gendre Henry FitzRoy, sont nommées Mornington Crescent, Place, Street et Terrace. Parmi ceux-ci, le premier est depuis devenu célèbre en tant que nom d'une station de métro londonienne .

## Famille
Il épouse Anne Hill-Trevor, fille aînée du banquier Arthur Hill-Trevor (1er vicomte Dungannon), et de sa femme Anne Stafford, en 1759. Sa marraine, la célèbre chroniqueuse Mary Delany, déclare que le mariage était heureux, malgré son manque de sens financier et son « manque de jugement ». Ils ont neuf enfants, dont la plupart sont historiquement importants: 
- Richard, vicomte Wellesley (20 juin 1760 - 26 septembre 1842); plus tard le 1er marquis Wellesley, le 2e comte de Mornington.
- Arthur Gerald Wellesley (? - 1768), nommé d'après son grand-père maternel et décédé à six ou sept ans.
- William Wellesley-Pole (3e comte de Mornington) (20 mai 1763 - 22 février 1845).
- Francis Wellesley (1767 - 10 mars 1770), décédé à trois ans.
- Anne Wellesley (13 mars 1768 - 16 décembre 1844), mariée (1) Henry FitzRoy (fils cadet de Charles FitzRoy (1er baron de Southampton)), (2) Charles Culling Smith.
- Arthur Wellesley de Wellington (1er mai 1769 - 14 septembre 1852); plus tard 1er duc de Wellington.
- Le révérend Gerald Valerian Wellesley (7 décembre 1770 - 24 octobre 1848), père de George Wellesley (amiral).
- Mary Elizabeth Wellesley (1772 - 1794), décédée à 22 ans.
- Henry Wellesley (1er baron Cowley) (20 janvier 1773 - 27 avril 1847).

Quatre des cinq fils de Lord Mornington sont créés pairs dans la Pairie de Grande-Bretagne et du Royaume-Uni. La baronnie de Wellesley (tenue par le marquis Wellesley) et la baronnie de Maryborough sont maintenant éteintes, tandis que le duché de Wellington et la baronnie de Cowley sont encore existants.